# Bessvatnet

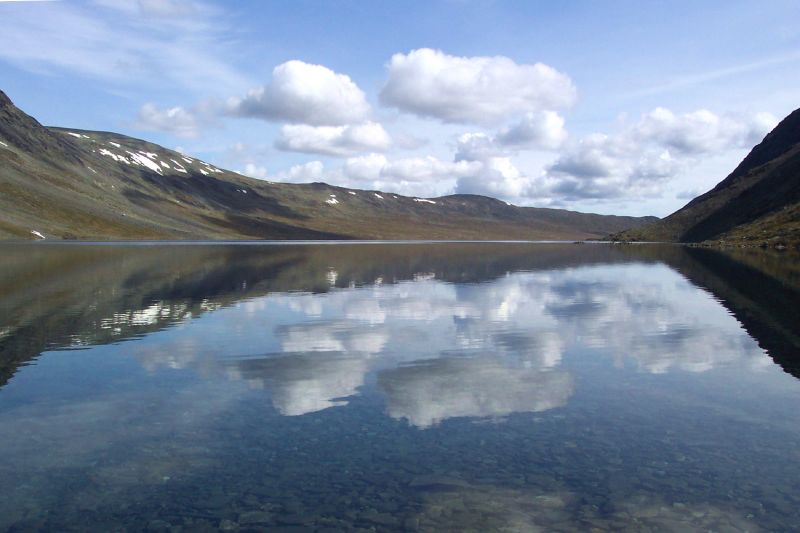
Bessvatnet

Bessvatnet är en näringsfattig insjö i Vågå kommun i Innlandet fylke. Sjön är belägen omkring 1380 meter över havet och ligger i Jotunheimen, Norge.
Bessvatnet skiljs i sydväst endast genom en smal hög bergkam, den i Peer Gynt omtalade Besseggen från sjön Gjende. Bessvatnet är välkänt för alla som har gått Besseggen, som då har det blåfärgade Bessvatnet på den ena sidan av eggen och den gröna sjön Gjende på den andra.  Fjället Besshøe gränsar till Bessvatnet.

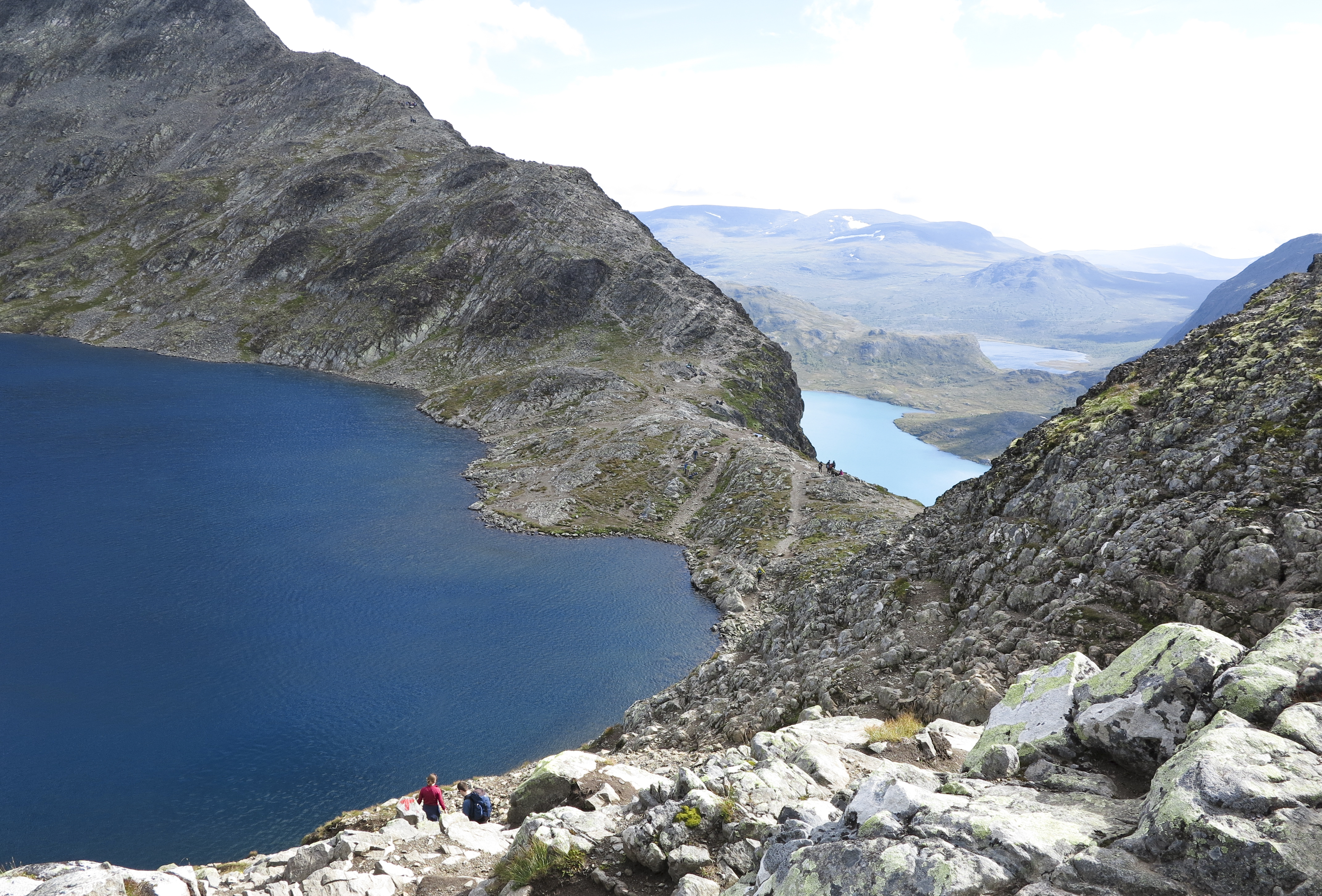
Bessvatnet till vänster, Bessegen, och Gende till höger